# Lomanella revelata
Espèce
Lomanella revelata est une espèce d'opilions laniatores de la famille des Lomanellidae.

## Distribution
Cette espèce est endémique de Nouvelle-Galles du Sud en Australie. Elle se rencontre vers Bundanoon et sur le mont Clyde.

## Description
Le mâle holotype mesure 1,43 mm de long et 0,93 mm de large et la femelle paratype 1,44 mm de long et 0,79 mm de large.

## Systématique et taxinomie
Cette espèce a été décrite par Hunt et Hickman en 1993.

## Publication originale
- Hunt & Hickman, 1993 : « A revision of the genus Lomanella Pocock and its implications for family level classification in the Travunioidea (Arachnida: Opiliones: Triaenonychidae). » Records of the Australian Museum, vol. 45, no 1, p. 81–119 (texte intégral).